# Gaetano Licopoli

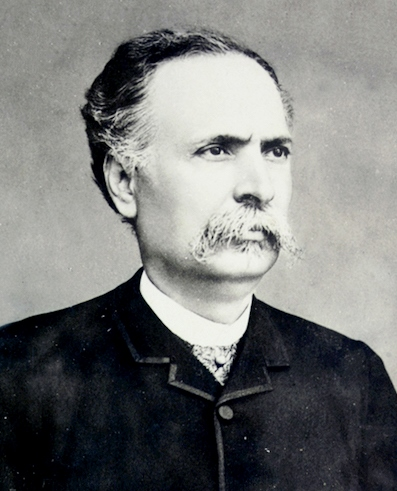
Gaetano Licopoli

Gaetano Licopoli (Acquaro, 2 agosto 1833 – Napoli, 7 agosto 1897) è stato un botanico italiano, a prevalente indirizzo organografico e anatomo-fisiologico. A Napoli fu docente di botanica nella R. Università e direttore del Real orto botanico.

## Biografia
Gaetano Licopoli nacque da Giuseppe e da Rosaria Galatti nella piccola frazione di Acquaro, nel comune di Cosoleto in provincia di Reggio Calabria.

### La formazione giovanile e la laurea in medicina
Ancora giovanissimo manifestò grande interesse per gli studi naturalistici e iniziò, praticamente da solo, a formare una sua specifica educazione scientifica. Con scarsi mezzi e grandi difficoltà, si procurò alcune opere di noti autori stranieri e associò, alla lettura e allo studio dei testi, l'attività di campagna con l'osservazione naturalistica, la raccolta e la determinazione di esemplari di piante e animali e la collezione di campioni di rocce e di minerali del luogo.
Fece i suoi primi studi avendo come maestro il padre medico, poi completò a Reggio Calabria gli studi medi. Proprio a Reggio, nel 1852, conobbe il medico e botanico calabrese Giuseppe Antonio Pasquale che avrà un ruolo importante nella sua formazione intellettuale e nelle sue scelte professionali e al quale resterà legato da una lunga amicizia.
Nel 1858, «unico cultore della materia», fu nominato professore di storia naturale nel Real Liceo di Reggio Calabria, e svolse questo incarico fino al 1860 quando decise di trasferirsi a Napoli per seguire gli studi di medicina e chirurgia. Conseguì la laurea nel 1863, ma non si avviò all'esercizio della professione medica volendosi dedicare totalmente agli studi botanici.

### Il periodo napoletano, l'insegnamento e l'attività al R. Orto botanico

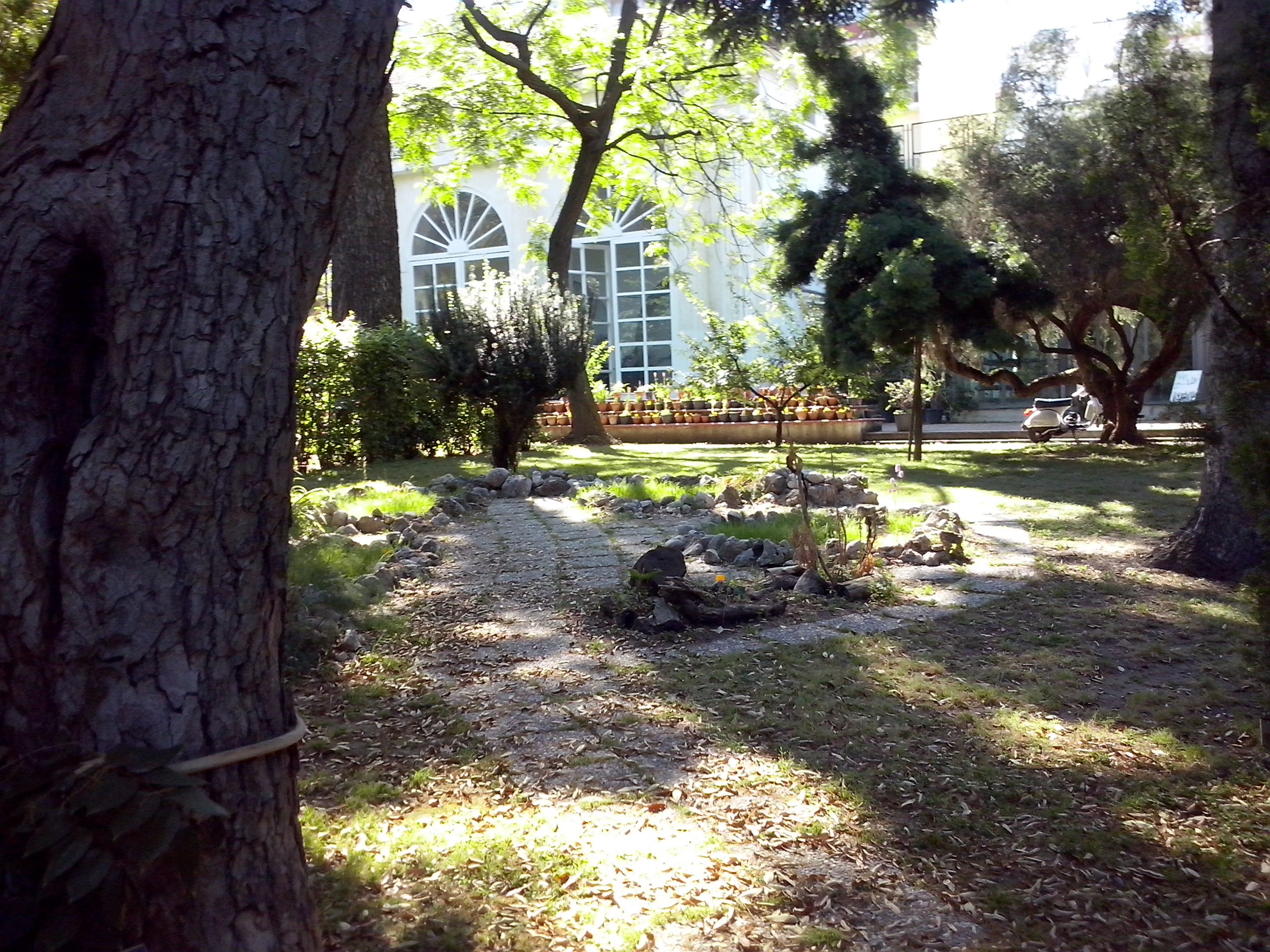
R. Orto botanico di Napoli. Sullo sfondo la Serra Merola (in origine la Serra temperata)

Negli anni trascorsi a Napoli, Licopoli aveva cominciato a frequentare il Real orto botanico, diretto allora da Michele Tenore che era anche titolare della cattedra di botanica alla R. Università degli studi. A Napoli aveva conosciuto i più autorevoli naturalisti di quel tempo: il botanico Giovanni Gussone, lo zoologo e paleontologo Oronzo Gabriele Costa, il mineralista e geologo Arcangelo Scacchi e, soprattutto, il botanico Guglielmo Gasparrini che aveva lasciato la cattedra di botanica presso la R. Università di Pavia ed era arrivato a Napoli per subentrare a Michele Tenore, morto nel 1861, sia nell'insegnamento ufficiale di questa disciplina presso la Facoltà di Medicina e Chirurgia sia nella direzione dell'Orto botanico. Aveva conosciuto anche, ma a Reggio Calabria, il botanico e lichenologo pavese Giuseppe Gibelli.

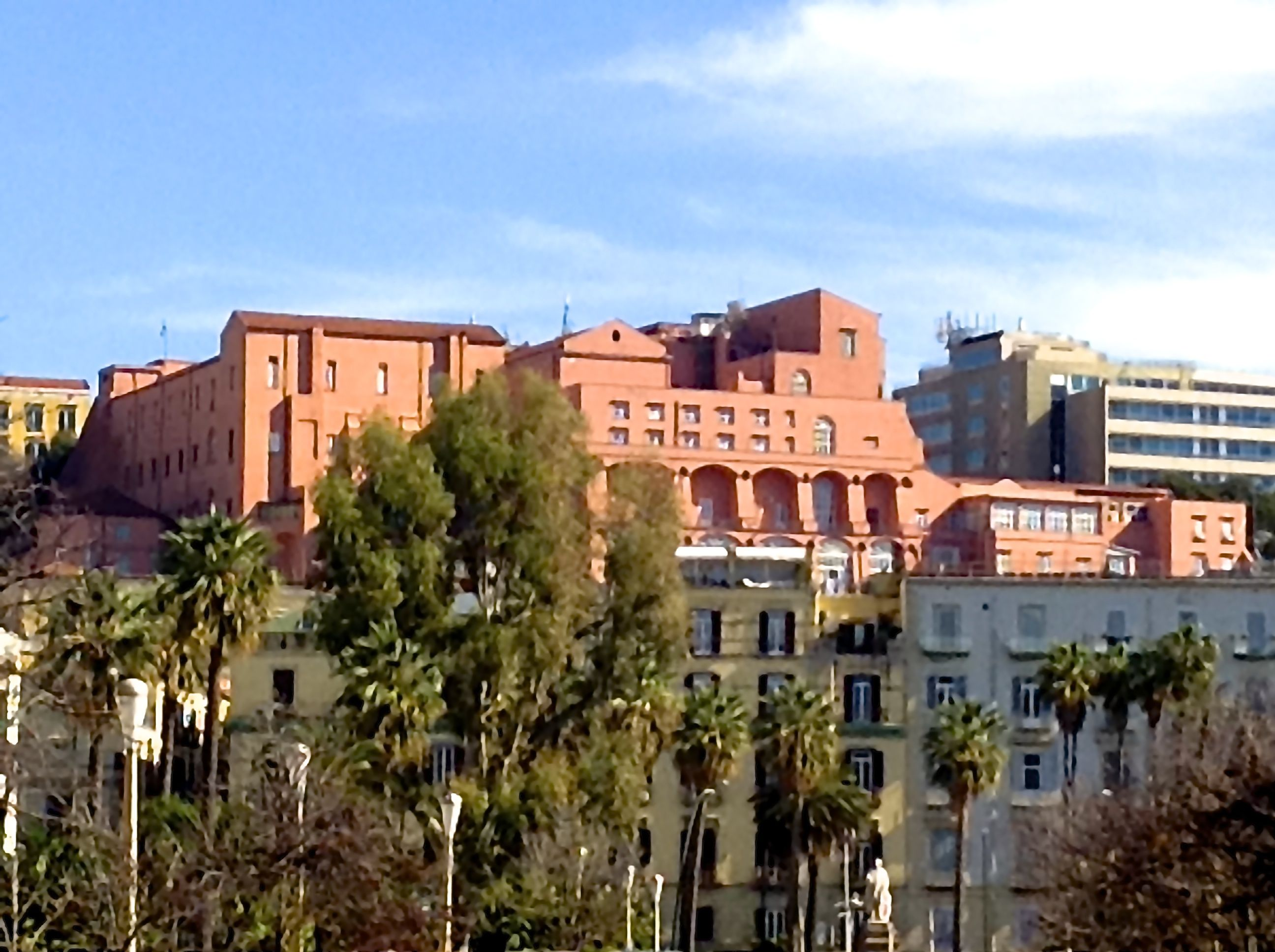
Il Palazzo Carafa di Santa Severina sulla collina di Pizzofalcone, sede del R. Collegio militare di Napoli (dal 1953 Scuola militare Nunziatella)

Per il 1863-64 Licopoli fu nominato coadiutore alla cattedra di botanica di Gasparrini e alla direzione dell'Orto botanico. Negli anni a seguire fu riconfermato nell'incarico dai successori di Gasparrini alla direzione del Real Orto e fino al 1897, l'anno della sua morte. Sempre nel 1863 fu nominato professore di Storia naturale nel Collegio Militare di Napoli e venne anche ammesso all'Accademia degli Aspiranti Naturalisti di Napoli, prima come soprannumero, e poi come socio ordinario l'anno successivo.
Per il 1865-66 fu nominato professore incaricato di botanica presso il R. Collegio Medico-Chirurgico in Napoli, dove insegnò fino al 1872 quando fu incaricato di un corso dimostrativo di botanica per gli allievi farmacisti, presso la Scuola di Farmacia della Facoltà di Medicina e Chirurgia della R. Università di Napoli, che tenne fino al 1887 quando terminò l'incarico per rinuncia.
Sempre nel 1872 iniziò, come professore reggente, ad insegnare Storia naturale nel Liceo Vittorio Emanuele II di Napoli sulla cattedra che era stata di Nicola Antonio Pedicino. Tenne questo incarico fino a 1891 quando fu collocato in aspettativa per gravi motivi di salute. Durante gli anni di insegnamento al liceo si occupò, tra l'altro, della cura del piccolo Giardino botanico creato da Pedicino. Ebbe anche per allievo Michele Geremicca, che sarebbe diventato un noto botanico e avrebbe insegnato a lungo nello stesso Istituto.
Nel 1883 venne chiamato a supplire, nella direzione del Real orto botanico di Napoli, il direttore Vincenzo Cesati che, gravemente ammalatosi dal 1882, pur avendo dovuto chiedere il collocamento a riposo era rimasto titolare dell'incarico. Morto Cesati il 13 febbraio 1883, Pasquale fu nominato direttore ad interim e Licopoli riprese il ruolo di coadiutore,  assieme a Francesco Balsamo.
Licopoli fece parte di diverse istituzioni scientifiche italiane e straniere, oltre la già ricordata Accademia degli Aspiranti Naturalisti di Napoli.
Morì a Napoli all'età di 64 anni lasciando molti lavori inediti che furono inseriti e commentati da Geremicca nella sua lunga biografia di Licopoli. In omaggio alla sua memoria, il micologo padovano Pier Andrea Saccardo gli dedicò un nuovo genere di funghi, appartenente alla classe dei Dothideomycetes, i Licopolia.

## Attività scientifica
Con il suo ingresso nell'ambiente accademico nel 1863, Licopoli diede avvio a un'intensa attività di ricerca, apportando significativi contributi alla conoscenza scientifica del mondo vegetale. La sua produzione di lavori accademici e didattici conterà oltre quaranta pubblicazioni di botanica con argomenti che andranno dalla fisiologia all'anatomia vegetale, dall'istologia all'organogenesi e alla teratogenesi, dalla microchimica alla botanica sistematica e alla floristica con studi pionieristici in settori allora ancora poco esplorati, quali la nematologia nelle piante, la crittogamologia e la cecidiologia.

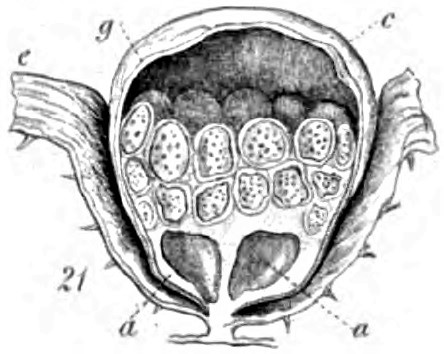
Sezione verticale di una ghiandola dell'epidermide fogliare della Saxifraga crassifolia, L. nello stato di completo sviluppo (Licopoli, 1879a)

Formatosi alla scuola di Gasparrini, che era all'epoca il principale fautore in Italia delle ricerche anatomiche, fisiologiche ed istologiche nel campo della botanica, Licopoli, divenuto intanto un esperto microscopista e micografo, esordì scientificamente proprio in questi ambiti, pubblicando numerosi lavori originali.
A partire dal 1864 le sue ricerche, iniziate con un'indagine sull'origine e la struttura delle granulazioni presenti nella polpa di alcuni frutti, si concentrarono in seguito sull'anatomo-fisiologia delle glandole vegetali, inizialmente solo di quelle calcifere per poi passare a quelle di altra natura da lui osservate in circa centocinquanta specie diverse di piante.

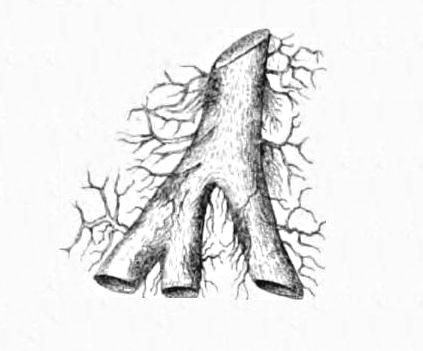
Rizine dello strato ipotallino dello Stereocaulon vesuvianum Pers., 1810 (disegno di G. Licopoli tratto da: Licopoli, 1873d)

Successivamente ampliò ancora il campo di studio, indagando sulle relazioni anatomiche e funzionali tra questi organi di secrezione e gli stomi e pubblicò i risultati delle sue ricerche in numerosi lavori accademici, tra cui una memoria che fu premiata, a giudizio della Commissione scientifica della R. Accademia dei Lincei, in un concorso a premi bandito dal Ministero della Pubblica Istruzione nel 1878.
Nel 1868 ci fu una significativa innovazione nell'attività scientifica del R. Orto botanico.
Il nuovo direttore, Cesati, che già all'epoca era un'autorità nel campo della crittogamia e non solo in ambito nazionale, propose di introdurre gli studi crittogamologici, accanto alla tradizionale attività di ricerca in botanica fanerogama.
Anche Licopoli, coadiutore e allievo di Cesati, decise di dare un suo contributo e avviò una ricerca sulla flora crittogama delle lave del complesso vulcanico del Somma-Vesuvio. 

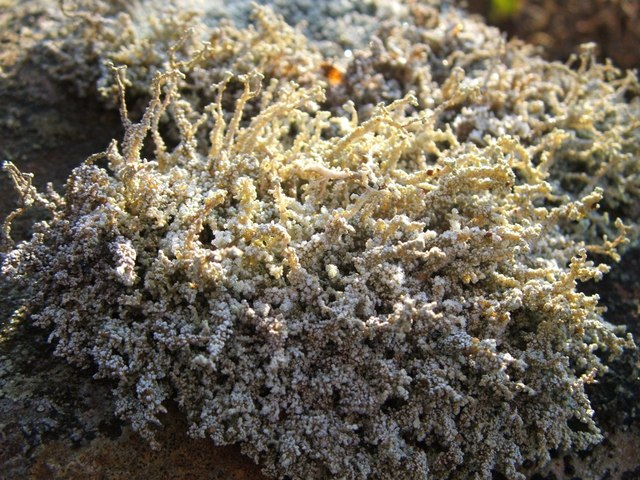
Stereocaulon vesuvianum Pers., 1810. Pseudopodetia del lichene ricoperti da piccoli lobi detti Phyllocladia.

Espose poi i suoi risultati in una memoria che fu premiata dalla R. Accademia delle Scienze Fisiche e Matematiche di Napoli nel 1869, ma pubblicata per la prima volta solo due anni dopo nel 1871.
Questo lavoro di Licopoli non fu semplicemente il primo censimento sistematico della flora crittogama vesuviana e, in particolare, di quella lichenologica che prendeva impianto direttamente sulle lave, ma si distinse anche per tutta una serie di annotazioni anatomico-fisiologiche e organografiche sui licheni appartenenti alle specie più caratteristiche, oltre che su vari particolari della loro biologia e dei loro rapporti col substrato lavico sul quale attecchivano.
Altri lavori pubblicati da Licopoli tra il 1867 ed 1890, rientrano invece nella sua iniziale linea di ricerca, a prevalente indirizzo anatomico e organografico.

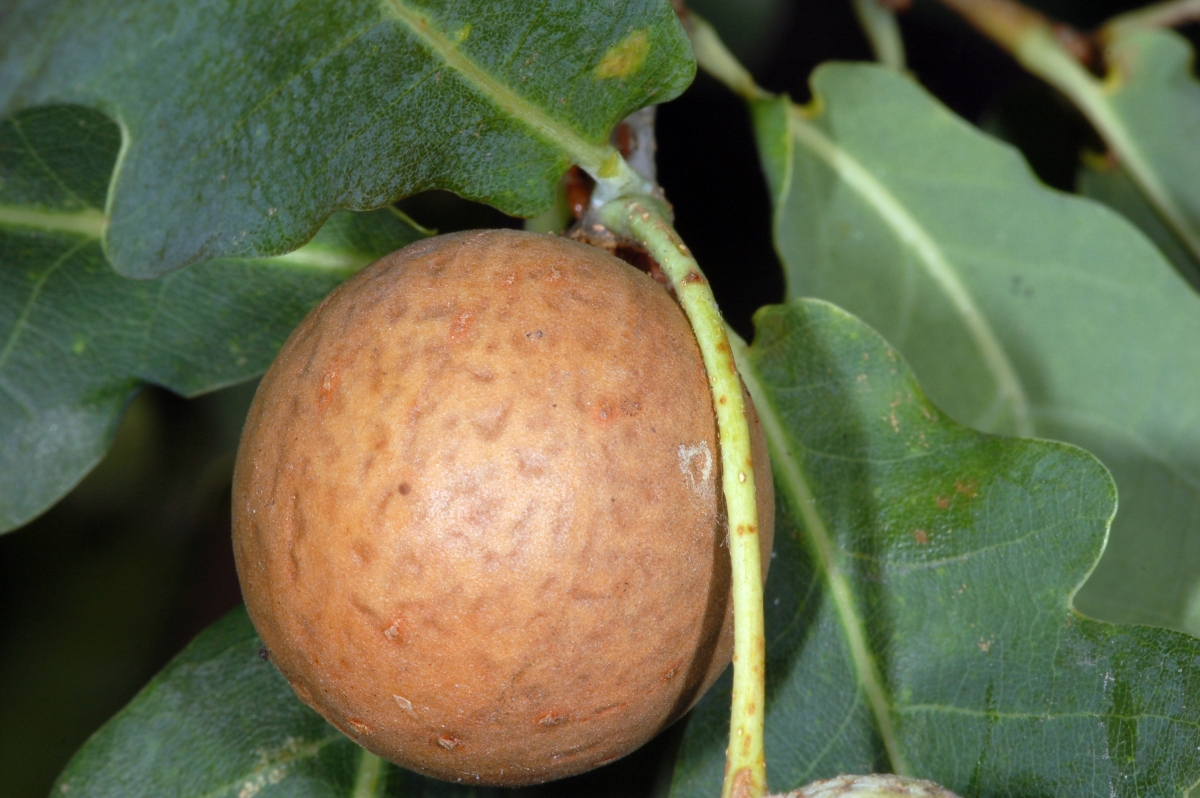
Galla indotta dall'imenottero Andricus kollari (Hartig, 1843) su Quercus robur (L., 1753). Fu descritta da Licopoli (cfr. 1877a) e attribuita allo stesso cinipide, identificato però con il sinonimo di Cynips kollarii (Hartig, 1843)

In essi Licopoli si occupò della struttura microscopica sia degli organi vegetativi che degli organi riproduttivi, così come dei semi e dei frutti di diverse specie di Spermatophyta, e sia di individui normalmente sviluppati sia di altri, alterati da vari eventi teratologici. Degli organi fiorali studiò anche l'organogenesi nonché alcuni aspetti della fisiologia della riproduzione gamica.
Si occupò ancora di nematodi parassiti delle piante di lichenologia, della teoria della metamorfosi delle piante di analisi fito-micro-chimiche e di cecidiologia riprendendo un tema di ricerca, lo studio delle galle, che era fermo in Italia dai tempi di Malpighi.
Nei suoi ultimi anni Licopoli ridusse progressivamente l'attività di ricerca e limitò le sue pubblicazioni scientifiche ad alcune note ed alla traduzione di un manuale di botanica di un autore francese.

## Pubblicazioni
Lavori di anatomo-morfologia, istologia e fisiologia vegetale
- Ricerche microscopiche sulla origine e struttura di alcune granulazioni esistenti nella polpa della Cotogna (Cydonia vulgaris), della Pera (Pyrus communis) e di altre specie. Pel Socio soprannumero Gaetano Licopoli. Parti I-II, in Ann. Acc. Asp. Nat., IV, ser. III, Napoli, Stamp. Antonio Cons, 1864,  pp. 9-26, tav. 2.
- Ricerche microscopiche sopra alcuni organi particolari della Statice monopetala. Sulla formazione di alcune organi nella Statice monopetala destinati all’escrezione di sostanza minerale, Napoli, Stamp. Antonio Cons, 1865,  pp. 1-14, tav. 1.
- Sulla formazione di alcuni organi nella Statice monopetala destinati all'escrezione di sostanza minerale. Pel Socio ordinario Gaetano Licopoli, in Ann. Acc. Asp. Nat., VI, ser. III, Napoli, Stamp. Antonio Cons, 1867,  pp. 11-22.
- Sopra alcune glandole delle Saxifraghe aizoidee. Pel signor Gaetano Licopoli. (Sunto di memoria dell'Autore) - (Adunanza del dì 1° febbrajo 1868), in Rend. Acc. Sc. Fis. e Mat. Soc. R. Napoli, VII, n. 3, Napoli, Stamp. Del Fibreno, 1868,  pp. 61-69.
- Sulla struttura anatomica della foglia nell'Atriplex nummularia Hort, in Ann. Acc. Asp. Nat., II, ser. II, Napoli, 1869,  pp. 1-12, tav. 1.
- Sopra alcune glandule calcifere delle Crassulacee e loro rapporti con gli stomi, in Bull. Ass. Nat. e Med. per la mutua istruzione, I, Napoli, 1870,  pp. 24-26.
- Sopra alcune relazioni degli stomi con le glandule calcifere di alcune piante, in Bull. Ass. Nat. e Med. per la mutua istruzione, II, Napoli, 1870,  pp. 24-26.
- Sugli stomi di alcune Passifiore, in Bull. Ass. Nat. e Med. per la mutua istruzione, II, Napoli, 1870,  pp. 122-124.
- Sulla struttura degli stomi e di alcune glandule dermoidali, in Bull. Ass. Nat. e Med. per la mutua istruzione, II, Napoli, 1870,  pp. 93-94.
- Sopra alcune glandule della Tecoma radicans Juss., ed altre specie. Memoria letta all'Accademia nella Tornata del 25 settembre 1870 dal Socio Gaetano Licopoli, in Atti Acc. Pontaniana, X, fasc. I, Napoli, Stamp. della R. Università, 1871,  pp. 59-68, tav. 1.
- Sulla presenza dei vasi a trachea nelle Felci e loro trasformazione in vasi scalariformi, Napoli, 1871.
- Sulla presenza dei vasi a trachea nelle Felci e loro trasformazione in vasi scalariformi, in Bull. Ass. Nat. e Med, per la mutua istruzione, II, n. 2, Napoli, Stab. Tip. Angelo Trani, 1871,  pp. 29-32.
- Sulla struttura morfologica del frutto pisside e pissidio e sulla loro deiscenza circolare, in Bull. Ass. Nat. e Med. per la mutua istruzione, III, 4, 5 e 6, Napoli, 1871,  pp. 53-54.
- Sulla struttura del fusto della Wisteria chinensis, D.C. e del Cissus acida L., Napoli, Stamp. R. Università, 1872,  pp. 1-17, tav. 1.
- Nuove ricerche anatomiche sul frutto del Formento e della Segala; nota del Socio Corrispondente Nazionale Gaetano Licopoli. (Adunanza del dì 4 ottobre 1873), in Rend. Acc. Sc. Fis. e Mat. Soc. R. Napoli, XII, anno XII, n. 10, Napoli, Stamp. Del Fibreno, 1873,  pp. 122-125.
- Sul frutto pisside e la sua deiscenza circolare: ricerche anatomico-morfologiche. Memoria, Napoli, Stamp. Della R. Università, 1874,  pp. 1-18.
- Gli stomi e le glandole nelle piante. Memoria (sunto dell'Autore), in Atti Acc. Sc. Fis. e Mat. Soc. R. Napoli, XVIII, fasc. I, Napoli, Tip. Acc. Sc. Fis. e Mat., 1879,  pp. 22-27.
- Gli stomi e le glandole nelle piante. Memoria, in Atti Acc. Sc. Fis. e Mat. Soc. R. Napoli, VIII, n. 5, Napoli, 1879,  pp. 1-55. tav. 7.
- Ricerche anatomiche e microchimiche sulla Chamaerops humilis, L., ed altre palme. Memoria del Socio Corrispondente Nazionale Gaetano Licopoli. Letta nell'adunanza del dì 3 settembre 1881, in Atti Acc. Sc. Fis. e Mat. Soc. R. Napoli, IX, n. 8, Napoli, 1882,  pp. 1-11, tav. 1.
- Sulle radici della Wisteria Chinensis D.C. Nota del socio corrispondente nazionale G. Licopoli. Adunanza del dì 11 novembre 1882, in Rend. Acc. Sc. Fis. e Mat. Soc. R. Napoli, XXI, fasc. XI, 1882,  pp. 211-212.
- Sul polline dell'Iris tuberosa, L. e d'altre piante. Memoria del Socio Ordinario G. Licopoli. Adunanza del 8 agosto 1885, in Atti Acc. Sc. Fis. e Mat. Soc. R. Napoli, II, ser. II, n. 5, Napoli, 1885,  pp. 1-12, tav. 1.
- Sopra i semi della Cobaea scadens, Cav. Nota del Socio Ordinario G. Licopoli. Adunanza del dì 9 maggio 1887, in Rend. Acc. Sc. Fis, e Mat. Soc. R. Napoli, I, ser. II, anno XXVI, n. 5, Napoli, Tip. R. Acc. Sc. Fis. e Mat., 1887,  pp. 72-73.
- Sull'anatomia e fisiologia del frutto nell'Anona reticulata, L. e nell'Asimina triloba, Dun. Ricerche del Socio ordinario Gaetano Licopoli. (Memoria con una tavola), in Atti Acc. Sc. Fis. e Mat. Soc. R. Napoli, I, serie II, n. 11, Napoli, Tip. R. Acc. Sc. Fis. e Mat., 1888,  pp. 1-12, tav. 1.

Lavori di crittogamologia
- Storia naturale delle crittogame che nascono sulle lave vesuviane e loro attinenze con le condizioni della. roccia sulla. quale nascono. Comunicazione nella seduta ordinaria tenuta il 3 febbraio 1870, in Bull. Ass. Nat. e Med. per la mutua istruzione, II, Napoli, 1870,  pp. 20-24.[69]
- Storia naturale della piante crittogame che nascono sulle lave vesuviane. Memoria scritta per concorso e premiata dalla R. Accademia delle Scienze Fisiche e Matematiche di Napoli (estratta da Atti Acc. Sc. Fis. e Mat. Soc. R. Napoli), Napoli, Stamp. del Fibreno, 1871,  pp. 1-58, tav. 3.
- Storia naturale della piante crittogame che vivono sulle lave vesuviane. Approvata pel premio a dì 13 novembre 1869, in Atti Acc. Sc. Fis. e Mat. Soc. R. Napoli, V, ser. I, n. 2, Napoli, Stamp. Del Fibbreno, 1873,  pp. 1-58.

Lavori di teratologia vegetale
- Osservazioni teratologiche sul fiore del Melianthus major Linn, in Ann. Acc. Asp. Nat., VII, n. 3, Napoli, Stamp. Antonio Cons, 1867,  pp. 31-42, tav. 1.

Lavori su argomenti diversi di botanica
- Sulla metamorfosi delle piante e sulle principali crittogame parassite del Corpo umano, Napoli, 1869,  pp. 1-16, tav. 1.
- Osservazioni sulla vegetazione dell’Uredo ruborum D.C. e Phragmidium incrassatum Link in rapporto alla dottrina della metamorfosi vegetale., Napoli, Stamp. della Regia Università, 1871.
- Sulla organogenia dei pappi e altri organi fiorali nel Sonchus oleraceus L. ed in altre piante a fior composto, in Atti Acc. Pontaniana, IX, Napoli, Stamp. R. Università, 1871,  pp. 275-294, tav. 2.
- (In unione con Giuseppe Antonio Pasquale), Relazione d’un viaggio botanico al Gargano, in Rend. Acc. Sc. Fis. e Mat. Soc. R. Napoli, XI, Napoli, Stamp. Del Fibreno, 1872,  pp. 158-162.
- (In unione con Giuseppe Antonio Pasquale), Di un viaggio botanico al Gargano, in Atti Acc. Sc. Fis. e Mat. Soc. R. Napoli, V, n. 18, Napoli, Stamp. Del Fibreno, 1873,  pp. 1-31.
- Sopra alcuni caratteri microscopici che distinguono la farina di frumento da quella di segala, in Rend. Acc. Sc. Fis. e Mat. Soc. R. Napoli, XII, Napoli, Stamp. Del Fibreno, 1873,  pp. 22-24, tav. 1.
- Sulla natura morfologica della Fovilla. Nota del Socio Corrispondente Nazionale G. Licopoli. Adunanza del dì 15 novembre 1873, in Rend. Acc. Sc. Fis. e Mat. Soc. R. Napoli, XII, anno XII, n. 11, Napoli, Stamp. del Fibreno, 1873,  pp. 145-150.
- Su d'un pezzo di legno rinvenuto nel tufo vulcanico appresso Napoli. Osservazioni microscopiche, in Ren. Acc. Sc. Fis. e Mat. Soc. R. Napoli, XIII, fasc. X, Napoli, 1874,  pp. 141-143.
- Sopra alcuni tubercoli radicellari contenenti Anguillole, in Rend. Acc. Sc. Fis. e Mat. Soc. R. Napoli, XIV, fasc. II, Napoli, Stamp. del Fibreno, 1875,  pp. 41-42.
- Osservazioni sulla vegetazione dell’Uredo ruborum D.C. e Phragmidium incrassatum Link in rapporto alla dottrina della metamorfosi vegetale. Lette all'Accademia nella Tornata del 26 marzo 1874, in Atti Acc. Pontaniana, X, Napoli, Stamp. della R. Università, 1876,  pp. 81-87, tav. 1.
- Sul frutto dell’uva e sulle principali sostanze in esso contenute: ricerche micro-fito-chimiche, in Atti Acc. Sc. Fis. e Mat. Soc. R. Napoli, VII, n. 4, Napoli, 1876,  pp. 1-9, tav. 1.
- Sul frutto del Melarancio e del Limone. Ricerche micro-fito-chimiche. Del Socio Corrispondente Nazionale G. Licopoli, in Rend. Acc. Sc. Fis. e Mat. Soc. R. Napoli, XV, anno XV, n. 6, Napoli, 1876,  pp. 118-123.
- Le galle nella flora di alcune provincie napolitane. Memoria, Napoli, V. Morano, 1877,  pp. 1-64, tav. 5.
- Su d'una nuova pianta saponaria. Nota del Socio Ordinario G. Licopoli. Adunanza del dì 5 dicembre 1885, in Rend. Acc. Sc. Fis. e Mat. Soc. R. Napoli, XII, Napoli, 1885,  pp. 276-278.
- Sopra alcune sementi provenienti dagli scavi di Pompei. Comunicazione del Socio Ordinario Gaetano Licopoli. Adunanza del dì 8 marzo 1890 (Sunto dell'Autore), in Rend. Acc. Sc. Fis. e Mat. Soc. R. Napoli, IV, ser. II, anno XXIX, n. 3, Napoli, 1890,  pp. 85-87.
- Sulla Graphiola phoenicis Poit. Nota preliminare del Socio Ordinario Gaetano Licopoli. Adunanza del dì 9 agosto 1809, in Rend. Acc. Sc. Fis. Mat. Soc. R. Napoli, IV, ser. II, anno XXIX, n. 7-8, Napoli, 1890.

Pubblicazioni su argomenti diversi
- Titoli di merito e cenni auto-biografici del Prof. Gaetano Licopoli di Napoli, Napoli, 1872.
- Désiré Cauvet, Corso elementare di botanica. Versione italiana autorizzata con aggiunte e note del prof. Gaetano Licopoli, Napoli, Giovanni Jovene Librajo-editore, 1880.
- Cenni biografici intorno al barone Vincenzo Cesati (PDF), in Acc. Naz.Sc. Soc. dei XL, VI, ser. III, n. 14, Roma, 1887,  pp. 101-107.